# Îles Refuge
Ne pas confondre avec l'île Refuge (Refuge Island) située sur la partie côtière du parc national Freycinet en Tasmanie
Les îles Refuge sont un petit archipel situé sur la partie côtière sud-ouest de la Terre de Graham en Antarctique. Elles ont été découvertes lors de l'expédition British Graham Land (BGLE) (1934-1937).